# 妙玖
妙玖（みょうきゅう、明応8年（1499年） - 天文14年11月30日（1546年1月2日））は、戦国時代の女性。毛利元就の正室。妙玖は法名で本名は不詳。父は吉川国経、母は高橋直信の娘、兄弟に吉川元経、吉川経世ら。子に長女（高橋氏人質、夭折）、毛利隆元、五龍局、吉川元春、小早川隆景、三女（夭折）。

## 生涯
明応8年（1499年）、安芸国国人・吉川国経の娘として小倉山城で生まれる。
成人後、安芸国の有力国人毛利氏の一族である多治比殿・毛利元就に政略結婚で嫁いだ。輿入れの時期については2説あり、元就が多治比殿として独立した後の永正10年（1513年）頃、もう一つは有田中井手の戦いの前後の永正14年（1517年）に多治比猿掛城に輿入れしたとの説である。元就との間に長女（高橋氏人質。高橋氏滅亡の際に処刑、夭折）、次いで大永3年（1523年）には嫡男である隆元、享禄2年（1529年）頃に次女の五龍局（宍戸隆家室）、享禄3年（1530年）に元春、天文2年（1533年）に隆景をそれぞれ産んだ。
天文14年（1545年）11月30日、郡山城内で死去。享年47。法名は妙玖寺殿成室玖公大姉。元就は郡山城の麓、毛利家の吉田館近くに妙玖をまつって、妙玖庵とよびならわした。妙玖庵の跡は残っているが、墓所は確認されていない。

## 備考
- 元就が息子の隆元に宛てた手紙の中で「妙玖のことのみしのび候」などと言って、亡き妻のことを息子に語りかけようとしており、妙玖の名前は毛利家の心の結び目となっていたことが知られる[2]。

## 妙玖を題材にした作品
小説
- 永井路子『山霧 毛利元就の妻』 - 『毛利元就』（1997年、NHK大河ドラマ）としてドラマ化。演：富田靖子
  - 大河ドラマでの役名は美伊の方。